# Fenestella biarmica
Fenestella biarmica is een mosdiertjessoort uit de familie van de Fenestellidae. De wetenschappelijke naam van de soort is voor het eerst geldig gepubliceerd in 1936 door Schulga-Nesterenko.